# Betriebsfunk

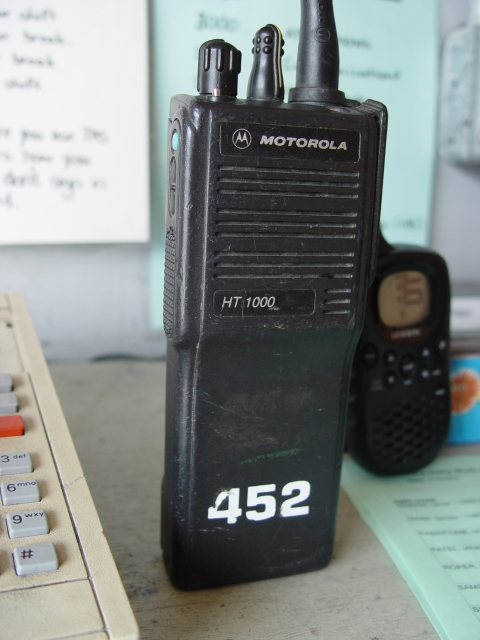
Handsprechfunkgerät

Der Betriebsfunk für Sprach- und Datenübertragung, auch industrieller Betriebsfunk, ist eine Sammelbezeichnung für Funkanwendungen, die dem Mobilen Landfunkdienst zugeordnet werden können. In Deutschland laufen diese Funkanwendungen auch unter der Bezeichnung nichtöffentlicher mobiler Landfunk (nömL) und sind in verschiedene Anwendungsbereiche nach zivilen Bedarfsträgergruppen unterteilt. Bedarfsträger sind u. a. Handels-, Handwerks- und Gewerbebetriebe, Agrarbetriebe, Anstalten des öffentlichen Rechts, Sportvereine sowie Dienstleistungsunternehmen. Dabei kommen in der Regel mobile Landfunkstellen zum Einsatz. Die betreffenden militärischen Funkanwendungen bzw. die der Behörden und Organisationen mit Sicherheitsaufgaben laufen unter der VO-Funk-konformen Bezeichnung Mobiler Landfunkdienst.

## Analoger und digitaler Betriebsfunk für Sprach- und Datenübertragung
Der Betriebsfunk für Sprach- und Datenübertragung dient der Übermittlung innerbetrieblicher Nachrichten. Die Ursprünge finden sich in den 1950er Jahren. Über die Jahrzehnte hat sich die Technik des Betriebsfunks stark gewandelt, der Grundgedanke der unabhängigen innerbetrieblichen Kommunikation ist jedoch geblieben.
Grundsätzlich wird zwischen dem analogen und dem digitalen Betriebsfunk unterschieden.
Im analogen Betriebsfunk für Sprach- und Datenübertragung gibt es die Möglichkeit, Sprache sowie Daten zu übertragen. Seit ca. 1970 besteht im analogen Betriebsfunk ein 20-kHz-Kanalraster. Durch technologische Weiterentwicklungen können am Markt befindliche Geräte im analogen Betriebsfunk in einem schmaleren Kanalraster (12,5 kHz) eingesetzt werden. Im Sinne einer effizienten Frequenznutzung ist dies sinnvoll und auch notwendig.
Das analoge 20-kHz-Kanalraster wird gemäß Mitteilung im Amtsblatt der Bundesnetzagentur 418/2018 am 31. Dezember 2028 auslaufen und durch ein 12,5-kHz-Kanalraster ersetzt. In einzelnen Frequenzteilbereichen endet das 20-kHz-Kanalraster bereits am 31. Dezember 2022.[veraltet] Diese Frequenzen sollen dem digitalen Betriebsfunk zur Verfügung gestellt werden.
Im Juli 2020 wurde die Verwaltungsvorschrift für den nichtöffentlichen mobilen Landfunk (VVnömL) dahingehend geändert, dass im analogen Betriebsfunk für neu zu errichtende Funknetze nur noch Frequenzen im 12,5-kHz-Kanalraster zugeteilt werden dürfen. Die Frequenzbereiche des Betriebsfunks wurden gemäß der CEPT ECC Recommendation T/R 25-08 neu gerastert. Gemäß Mitteilung 418/2018 können Frequenzen im 20-kHz-Kanalraster, deren Befristung ausläuft und die vor der Einführung der analogen 12,5-kHz-Frequenzen zugeteilt worden sind, längstens bis 31. Dezember 2028 nochmals zugeteilt werden. Nach diesem Datum endet das 20-kHz-Kanalraster im Betriebsfunk für Sprach- und Datenübertragung (vgl. VVnömL Teil B, Abschnitt 1 Betriebsfunk für Sprach- und Datenübertragung).
In 2008 wurden erstmals Frequenzen für den digitalen Betriebsfunk in der VVnömL bereitgestellt. Durch die Verwendung des Zeitmultiplexverfahren TDMA im DMR Standard (Kanalbandbreite 12,5 kHz), sowie des Frequenzmultiplexverfahrens FDMA im dPMR-Standard (Kanalbandbreite 6,25 kHz) hat sich der digitale Betriebsfunk mit seinen vielfältigen Nutzungsmöglichkeiten (z. B. Gruppen- und Einzelrufe der Teilnehmer, Datenübertragung für Texte, GPS, Telemetrie etc.) unlängst als Standard für professionelle Nutzer des Betriebsfunks etabliert.
Betriebsfunkgeräte neuerer Generation können den analogen und digitalen Betriebsfunk in einem Gerät abbilden. Viele Hersteller kündigen bereits rein analoge Betriebsfunkgeräte ab, sodass sich die weitere Entwicklung im Betriebsfunk für Sprach- und Datenübertragung vermutlich auf den digitalen Funk fokussieren wird.
Wegen der geringen Kanalbandbreite von 6,25 kHz ist der digitale Betriebsfunk im dPMR-Standard im Sinne einer effizienten Frequenznutzung besonders geeignet.

## Frequenzzuteilungen nach Frequenzverteilungsplan (Rauten)
Ein Funknetz des Betriebsfunks besteht in der Regel aus einer ortsfesten Funkanlage mit einer Anzahl dazugehöriger mobiler Funkstellen (Fahrzeugfunkanlagen, Handfunkgeräte und Funkmeldeempfänger). Für ein Betriebsfunknetz wird gewöhnlich ein Funkversorgungsbereich mit einem Radius von max. 15 km (30 km im 4-m-Band) zugeteilt.

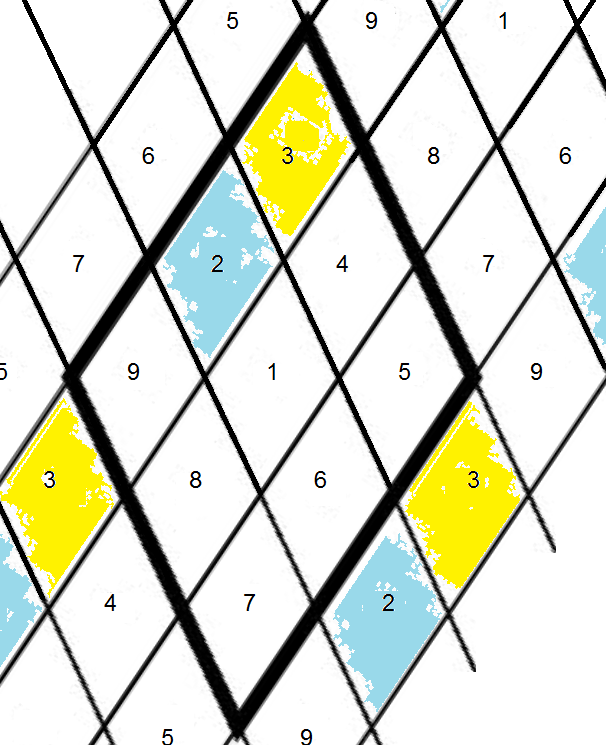
Rautenplan: In jeder Richtung liegen zwei andere Rauten zwischen zwei Rauten gleicher Frequenz

Das Gebiet der Bundesrepublik Deutschland wurde auf der Karte mit einem rautenförmigen Muster, dem Frequenzverteilungsplan (auch „Rautenplan“ genannt), überzogen.
Jeweils neun Frequenzzuteilungsgebiete sind als „Kleinrauten“ (20 km × 20 km) nach einem bestimmten Schema nummeriert und bilden eine „Großraute“. Die zur Verfügung stehenden Frequenzen sind auf die neun Frequenzzuteilungsgebiete in jeder „Großraute“ aufgeteilt. Mit diesem Schema wird erreicht, dass in einem bestimmten Frequenzzuteilungsgebiet genutzte Frequenzen erst in Wiederholungsgebieten mit einem bestimmten Mindestabstand erneut eingesetzt werden. Die Größe und die Anzahl der Rauten sind so gewählt, dass die zur Nutzung in einer Kleinraute mit standardisierten Parametern (Strahlungsleistung und Antennenhöhe) zugeteilten Einzelfrequenzen in Frequenzwiederholungsgebieten im Allgemeinen nur noch mit geringen Störfeldstärken auftreten.

## Frequenzzuteilungen ohne Bindung an einen Frequenzverteilungsplan (Rauten)
Neben den rautengebundenen Frequenzzuteilungen gibt es auch Zuteilungen in sog. regionalen Gebieten. Dies ist meist dann der Fall, wenn eine Kleinraute das Funkversorgungsgebiet nicht mehr abdecken kann (z. B. Energieversorger oder ÖPNV-Betriebe).
Müssen Firmen ihren Betriebsfunk an ständig wechselnden Orten nutzen (z. B. Baufirmen), können sog. „Wanderfrequenzen“ von der Bundesnetzagentur zugeteilt werden. Diese können dann im ganzen Bundesgebiet eingesetzt werden. Die Nutzung dieser Frequenzen darf nicht mit ortsfesten Funkstellen erfolgen.

## Frequenzzuteilung
Eine Frequenzzuteilung für ein Betriebsfunknetz erteilt die zuständige Außenstelle der Bundesnetzagentur (BNetzA), vormals Regulierungsbehörde für Telekommunikation und Post (RegTP). In der Zuteilung werden die Betriebsfrequenz, der Standort der ortsfesten Funkanlage, die Antennenhöhe, die Antennenart und die abgestrahlte Sendeleistung festgelegt.
Weitere Informationen sowie Anträge auf Frequenzzuteilung sind auf der Homepage der Bundesnetzagentur (Betriebsfunk) veröffentlicht.

## Gebühren und Beiträge
Die Frequenzgebührenordnung legt eine einmalige Gebühr von 130 € je Frequenzzuteilung fest. Je Endgerät (Funkgerät) sind zudem jährliche Beiträge gemäß der Frequenzschutzbeitragsverordnung zu entrichten. Diese liegen derzeit meist unter 10 Euro pro Jahr und pro Endgerät. Der Gesetzgeber schreibt vor, dass nur die tatsächlichen Kosten, die mit der Frequenzzuteilung und Überwachung zusammenhängen, auf die Funkteilnehmer umzulegen sind.

## Frequenzzuteilungen für den Betriebsfunk
In Deutschland werden Frequenzen aus folgenden Frequenzbereichen zugeteilt:
| Band         | Frequenzbereich         |
| ------------ | ----------------------- |
| 8-Meter-Band | 34,75 MHz … 34,95 MHz   |
| 4-Meter-Band | 68,00 MHz … 87,50 MHz   |
| 2-Meter-Band | 146,00 MHz … 174,00 MHz |
| 70-cm-Band   | 440,00 MHz … 470,00 MHz |

Wegen der begrenzten Anzahl von Funkfrequenzen erfolgt eine Zuteilung im Allgemeinen zur gemeinschaftlichen Nutzung der Frequenz mit anderen Genehmigungsinhabern. Um trotzdem nur die eigenen Geräte zu hören, werden im analogen Betriebsfunk verschiedene Rufverfahren angewandt. In Europa ist das 5-Ton-Folge-Verfahren verbreitet, außerhalb Europas wird meist mit CTCSS oder 2-Ton-Ruf gearbeitet.
Im digitalen Betriebsfunk werden gemeinschaftliche Nutzungen durch die Verwendung von Systemcodes gegeneinander entkoppelt. Diese sind auch Bestandteil der Frequenzzuteilung und werden daher von der Bundesnetzagentur vorgegeben.

## Funk im KFZ
Funkgeräte sind nach Ansicht des bayerischen Innenministeriums kein sicherheitsrelevantes Zubehör, das bestimmte europäische Vorschriften erfüllen müsste.
Funkgeräte im KFZ dürfen durch das sog. Handyverbot, wie auch Mobiltelefone, nur dann genutzt werden, wenn sie zur Bedienung weder aufgenommen, noch gehalten werden. Außerdem dürfen sie nur per Sprachsteuerung oder Vorlesefunktion bedient werden, bzw. die Bedienung darf nur einer kurzen Blickzuwendung bedürfen. Bis zum 30. Juni 2021 waren Funkgeräte hiervon ausgenommen, inzwischen gilt § 23 Abs. 1a der StVO für jedes elektronische Gerät, das der Kommunikation, Information oder Organisation dient.